# Rhyne Howard
Rhyne Howard, född 29 april 2000, är en amerikansk basketspelare.

## Karriär
Howard draftades 2022 av WNBA-laget av Atlanta Dream som den första spelaren. 2022 blev hon vald till årets nykomling. Hon har blivit uttagen till All Star-laget vid två tillfällen, och är uttagen till det amerikanska 3x3-laget inför OS 2024, som tog brons vid OS 2024.